# Griga
Griga o isola di Grieg (in russo остров Грига) è una piccola isola russa che fa parte dell'arcipelago delle isole Curili meridionali ed è situata nell'oceano Pacifico. L'isola è nella piccola catena delle Curili (Малая Курильская гряда) ed è situata lungo la costa sud-orientale dell'isola di Šikotan. Amministrativamente fa parte del Južno-Kuril'skij rajon dell'oblast' di Sachalin, nel Circondario federale dell'Estremo Oriente.
L'isola porta il nome dal compositore norvegese Edvard Grieg.

## Geografia
Griga è la maggiore delle isole adiacenti a Šikotan e ha una superficie di 1,26 km². La lunghezza dell'isola è di circa 2 km, la larghezza va da 0,4 a 1,3 km. Le coste sono per lo più rocciose e ripide, alte 50-80 m. Lo stretto che la separa da Šikotan ha una larghezza di 300-400 m.

### Fauna
Per proteggere gli uccelli marini locali è stato istituito sull'isola un santuario della fauna selvatica. Una piccola colonia di gabbiano giapponese nidifica sull'isola.